# Diego Simeone
Diego Pablo Simeone González (* 28. dubna 1970, Buenos Aires), také známý jako Cholo, je argentinský fotbalový trenér a bývalý hráč. V současné době je trenérem španělského klubu Atlético de Madrid.
Simeone nastoupil 106krát za argentinský národní fotbalový tým a reprezentoval zemi v letech 1994, 1998 a 2002 na mistrovství světa. Jeho klubová kariéra začala v roce 1987, hrál za Vélez Sarsfield, Pisu, Sevillu, Atlético Madrid, Inter Milán, Lazio Řím a Racing Buenos Aires. Během své hráčské kariéry byl Simeone znám jako houževnatý a kompletní obousměrný záložník, který byl schopen vybojovat míče a začínat útoky, a také sám vstřelit gól. Byl známý především pro vůdčí schopnosti, techniku, taktickou všestrannost, inteligenci, sílu, vytrvalost a pracovitost.

## Klubová kariéra

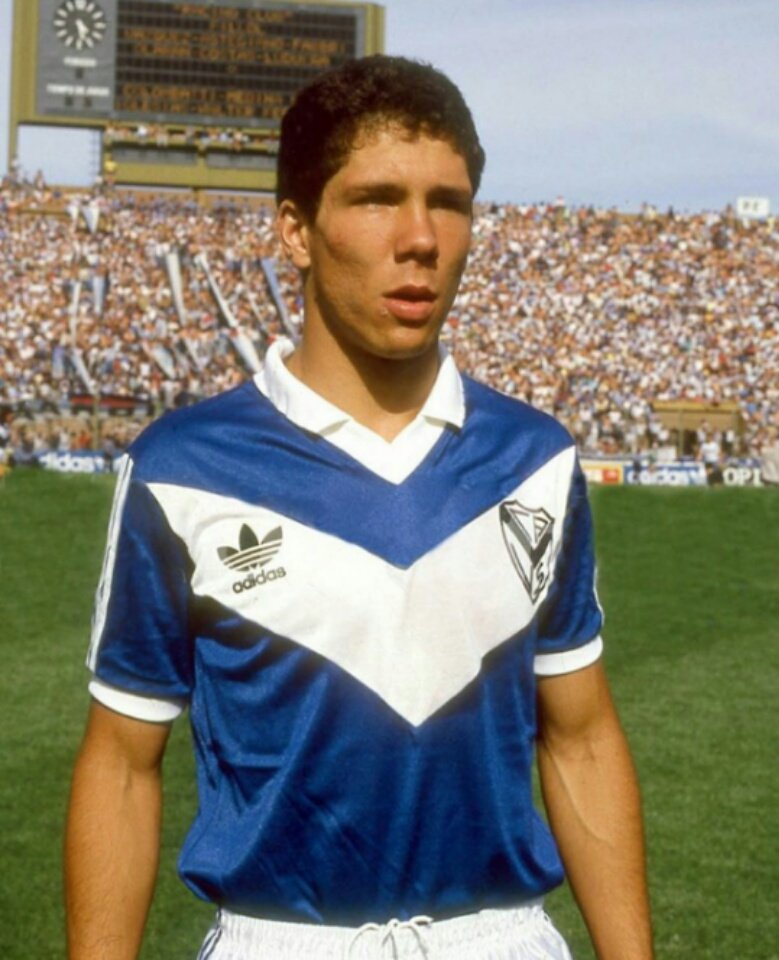
Diego Simeone v začátcích fotbalové kariéry v roce 1987

Simeone je odchovancem argentinského týmu Vélez Sarsfield. Debutoval 13. září 1987 proti Gimnasii La Plata, kterému Vélez Sarsfield podlehl 1:2.
O tři roky později odtud zamířil do Evropy. Cílovou destinací byla Itálie, kde dva roky působil v týmu AC Pisa, již vedl trenér Mircea Lucescu.
V první sezóně ale Pisa sestoupila do druhé ligy, Serie B. Odtamtud se do první ligy – Serie A – nazpět již neprobojovala. Po dvou letech Simeone klub opustil.
Posléze nastupoval dvě sezóny za španělský klub Sevilla FC. V té první si zahrál po boku Maradony.
Sevillské mužstvo skončilo na sedmém a poté šestém místě.
V roce 1994 posílil Atlético Madrid vedené ambiciózním i kontroverzním Jesúsem Gilem. Sezóna 1994/95 se mužstvu nepovedla a ambice byly vystřídány bojem o záchranu. V létě 1995 se stal „kormidelníkem“ Radomir Antić.
Nová ligová sezóna byla zahájena na domácím stánku Vicente Calderón. Real Sociedad sice poslal do vedení Valerij Karpin, ale Atleti otočili skóre na 4:1. Jedním gólem přispěl též Simeone, celkem měl v sezóně zaznamenat 12 gólů.
Ve druhém utkání v Priméře División na půdě Racingu Santander přispěl gólem k výhře 4:0.
První porážka přišla až v prosinci na stadionu Realu Madrid.
V závěrečném 42. kole Atleti přivítali o záchranu bojující Albacete a potřebovali přitom získat pouhý bod. Po volném kopu Pantiće se prosadil Simeone a dílo dokonal Kiko gólem na konečných 2:0.
Antić sázel hlavně na své „koně“, mnoho zápasů tak odehrála velmi podobná jedenáctka fotbalistů. Záloha nastupovala v diamantovém rozestavení – Simeone napravo zálohy a vlevo Caminero, za nimi Juan Vizcaíno a před nimi tvůrčí Milinko Pantić.
Atlético většinu sezóny okupovalo přední příčku a nakonec mistrovský titul získalo. Simeone byl druhým nejlepším střelcem mužstva za Bulharem Lubem Penevem. Obdržel ovšem 18 karetních trestů, včetně červené karty proti Realu Madrid (prohra 1:2) ve 34. kole.
Simeone a jeho spoluhráči rovněž uspěli ve finále španělského poháru Copa del Rey, kde porazili Cruijffovu Barcelonu, získali tak double.

### Inter Milán
V létě roku 1997 se Simeone vrátil do Itálie, kde se upsal milánskému Interu. Inter za něj Atléticu zaplatil částku 4,5 milionu liber. Šéf klubu Massimo Moratti ještě k tomu posílil mužstvo o taková jména jako Iván Zamorano, Paulo Sousa, Youri Djorkaeff nebo Benoît Cauet.
V lize debutoval 31. srpna 1997 proti Brescii Calcio, kterou Inter nakonec porazil 2:1. Simeone byl v záložní řadě vedle Wintera a Djorkaeffa, ale jejich střelecké pokusy skončily mimo. Vítězství nakonec musel dvěma góly zařídit až nováček Recoba.
Později si zahrál také vedle jiného Argentince Javiera Zanettiho nebo Zé Eliase.
Trenér Luigi Simoni Simeonemu svěřil více defenzivní roli, než byl Diego zvyklý z Atlética, neboť Nerazzurri disponovalo útočníky jako byli Ronaldo a Recoba.
V ročníku 1997/98 se Inter přetlačoval o první místo s Juventusem, který byl naneštěstí pro Simeoneho úspěšnější. Černobílí si to vynahradili v rámci Poháru UEFA, kde ve finále porazili Lazio 3:0.
V ročníku 1998/99 si Simeone zahrál v Lize mistrů. Inter Milán postoupil ze skupiny a ve čtvrtfinále měl změřit síly s Manchesterem United. Na stadionu Old Trafford se tak opět střetli záložníci Simeone s Beckhamem, které provázel vzájemný incident z MS 1998, kde byl Beckham díky Simeonemu vyloučen. Tentokráte Beckham argentinského středopolaře zastínil a připravil dva góly Dwightu Yorkovi. United tak vyhráli 2:0.

### Lazio Řím
Inter Milán se rozhodl koupit útočníka Lazia Christiana Vieriho za rekordní částku 28 milionů liber a jako součást obchodu nabídl římskému klubu Simeoneho.
V hlavním městě se setkal s trenérem Svenem-Göranem Erikssonem, který se ve velkém spoléhal na argentinské legionáře – vedle Simeoneho tu působili rovněž Matías Almeyda, Hernán Crespo, Claudio López, Néstor Sensini a Juan Sebastián Verón.
Defenzivně laděný Simeone a ofenzivně nadaný tvůrce Verón byli oba pilířem Erikssonovy skvadry, která v sezóně 1999/2000 vrátila titul do Říma, a to Laziu.

## Reprezentační kariéra
Diego Simeone v národním mužstvu debutoval pod trenérem Carlosem Bilardem 14. července 1988.

### Mistrovství světa 1994
Zahrál si na mistrovství světa 1994 ve Spojených státech. Úvodní utkání nastoupil Simeone v základní sestavě proti Řecku a už ve 2. minutě běželi Argentinci do protiútoku, při kterém Simeone našel dalekou přihrávkou Gabriela Batistutu, který otevřel skóre. Hattrick Batistuty a jeden gól Maradony znamenaly vítězství 4:0 nad evropským týmem.
Argentina postoupila ze skupiny, ale v osmifinále zaslouženě podlehla 2:3 Rumunsku.

### Mistrovství světa 1998
Simeone byl nominován na mistrovství světa 1998, kde Argentina vyhrála všechny tři skupinové zápasy. V osmifinále proti Anglii čelili Jihoameričané hvězdě ostrovanů Davidu Beckhamovi. Simeone vstoupil na hřiště v roli kapitána a hned v 6. minutě zařídil penaltu, když jej během akce fauloval soupeřův brankář David Seaman.
Gabriel Batistuta proměněnou penaltou otevřel skóre, ale z další penalty srovnal Alan Shearer.
Na začátku druhého poločasu kapitán Simeone fauloval Beckhama, který jej v reakci na to přímo před zraky rozhodčího Kima Nielsena nakopnul.
Simeone obdržel žlutou kartu a Beckham byl vyloučen. Nerozhodný stav 2:2 se nezměnil ani v prodloužení, došlo tak na penaltový rozstřel. V tom uspěli poměrem 6:5 nakonec Argentinci.
Argentinec se o necelý rok později přiznal, že při incidentu s Beckhamem simuloval.
Argentina ve čtvrtfinále nestačila na Nizozemsko a soupeři podlehla 1:2. Simeoneho v 76. minutě fauloval Arthur Numan a za svůj zákrok obdržel červenou kartu. Argentinec byl na lůžku přenesen mimo hřiště, později se ale vrátil, byť porážku neodvrátil.

### Mistrovství světa 2002
Trenér Marcelo Bielsa nominoval Simeoneho na mistrovství světa 2002, které se nakonec ukázalo být pro rodáka z Buenos Aires posledním, a svěřil mu roli kapitána mužstva.
První zápas proti Nigérii rozhodl jedním gólem Batistuta v 63. minutě, Simeone obdržel žluté karetní napomenutí.
Následovalo další střetnutí proti Anglii (podobně jako minulý světový turnaj), která měla do středu pole nasadit například Paula Scholese.
Anglie vedená trenérem Erikssonem (ten vedl Simeoneho v Laziu) porazila Argentinu 1:0 gólem z penalty. Tu proměnil pár minut před poločasovou přestávkou právě David Beckham. Simeone se pokusil rozptýlit koncentraci Beckhama podáním ruky před penaltovým kopem, ale Beckham si se Simeonem podal ruku až po konci zápasu.
Ve třetím utkání Bielsa pozměnil sestavu a Simeone byl nahrazen Almeydou.
Proti Švédsku tak Simeone nehrál a jeho spoluhráči se nezmohli na více než remízu 1:1, která znamenala vyřazení a první nepostup ze skupiny od roku 1962.

## Trenérská kariéra
Symbolem jím trénovaných argentinských klubů se stala urputná defenzíva a na pohled méně atraktivní fotbal.
Od prosince 2011 je hlavním trenérem klubu Atlético Madrid, s nímž hned v první sezoně dokázal vyhrát Evropskou ligu 2011/12. Simeone se zaměřil na zlepšení obrany a Atleti v prvních šesti ligových kláních pod jeho vedením neinkasovali.
Klub pod jeho vedením postupně zlepšoval své výsledky a následně triumfoval ve všech španělských soutěžích – poháru 2012/13, lize 2013/14 a superpoháru 2014. Dvakrát ho dovedl do finále Ligy mistrů (2013/14 a 2015/16), kde ale vždy podlehl městskému rivalovi Realu Madrid.

## Statistiky - trenér
| Tým                       | Od                | Do                |
| ------------------------- | ----------------- | ----------------- |
| Racing Club               | 18. únor 2006     | 4. květen 2006    |
| Estudiantes de La Plata   | 18. květen 2006   | 3. prosinec 2007  |
| CA River Plate            | 15. prosinec 2007 | 7. listopad 2008  |
| CA San Lorenzo de Almagro | 15. duben 2009    | 3. duben 2010     |
| Calcio Catania            | 19. leden 2011    | 1. červen 2011    |
| Racing Club               | 21. červen 2011   | 23. prosinec 2011 |
| Atlético Madrid           | 23. prosinec 2011 | dosud             |

## Úspěchy

### Hráčská kariéra

#### Klubová kariéra
Atlético Madrid (2)
- La Liga (1): 1995/96
- Copa del Rey (1): 1995/96

FC Internazionale Milano (1)
- Pohár UEFA (1): 1997/98

Lazio Řím (4)
- Serie A (1): 1999/2000
- Coppa Italia (1): 1999/2000
- Supercoppa italiana (1): 2000
- Superpohár UEFA (1): 1999

#### Reprezentační kariéra
Argentina (4)
- Konfederační pohár FIFA (1): 1992
- Copa América (2): 1991, 1993
- Pohár Artemia Franchiho (1): 1993
- Letní olympijské hry (1× druhé místo): 1996

Individuální
- Trofeo EFE (1): 1995/96

### Trenérská kariéra

#### Klubový trenér
Estudiantes de La Plata (1)
- Argentinská Primera División (1): Torneo Apertura 2006

River Plate (1)
- Argentinská Primera División (1): Torneo Clausura 2008

Atlético Madrid (8)
- La Liga (2): 2013/14, 2020/21
- Copa del Rey (1): 2012/13
- Supercopa de España (1): 2014
- Evropská liga UEFA (2): 2011/12, 2017/18
- Superpohár UEFA (2): 2012, 2018

#### Individuální
- La Liga – trenér roku (3): 2012/13, 2013/14, 2015/16
- Trofej Miguela Muñoze (1): 2013/14